# Leiocephalus cuneus
Espèce
Leiocephalus cuneus est une espèce éteinte de sauriens de la famille des Leiocephalidae.

## Répartition
Cette espèce était endémique d'Antigua-et-Barbuda.

## Publication originale
- Etheridge, 1964 : Late Pleistocene lizards from Barbuda, British West Indies. Bulletin of the Florida State Museum, vol. 9, p. 43-75.